# Левука
Левука (енгл. Levuka) је мали град у архипелагу Фиџи острва. Налази се на оству Овалау. Град је главни град провинције Ломаивити и Источне дивизије Фиџија. Са 4.397 становника Левука је највеће насеље у Источној дивизији. 
Левука је до 1877. (званично до 1882) била главни град британске крунске колоније Фиџи. И поред очуване колонијалне архитектуре, град није значајна туристичка дестинација. Од 1964. у месту постоји фабрика за конзервирање и извоз рибе, углавном туњевине. 